# Кавесаго (Белуно)
Кавесаго (итал. Cavessago) је насеље у Италији у округу Белуно, региону Венето.
Према процени из 2011. у насељу је живело 32 становника. Насеље се налази на надморској висини од 455 м.